# Animalism
Animalism är ett musikalbum med The Animals, utgivet november 1966 av skivbolaget 
MGM Records. Albumet inkluderar ett samarbete med Frank Zappa och utgavs endast i USA. (Bör ej förväxlas med det brittiska albumet Animalisms med The Animals.)

## Låtlista
Sida 1
1. "All Night Long" (Frank Zappa) – 2:46
2. "Shake" (Sam Cooke) – 3:11
3. "The Other Side of This Life" (Fred Neil) – 3:30
4. "Rock Me Baby" (B.B. King/Joe Josea) – 5:23
5. "Lucille" (Albert Collins/Richard Penniman) – 2:19
6. "Smokestack Lightning" (Chester Burnett) – 5:19

Sida 2
1. "Hey Gyp" (Donovan Leitch) – 3:46
2. "Hit the Road Jack" (Percy Mayfield) – 3:16
3. "Outcast" (Ernie Johnson/Edgar Campbell) – 2:35
4. "Louisiana Blues" (McKinley Morganfield) – 2:37
5. "That's All I Am to You" (Otis Blackwell/Winfield Scott) – 2:08
6. "Going Down Slow" (Jimmy Oden) – 6:12

## Medverkande
Musiker
- Eric Burdon – sång
- Chas Chandler – basgitar, sång (spår 2, 4–12)
- Dave Rowberry – orgel, piano (spår 2, 4–12), arrangement
- Hilton Valentine – gitarr (spår 2, 4–12)
- Barry Jenkins – trummor (spår 2, 4–12)
- John Steel – trummor (spår 9, 11)
- Frank Zappa – arrangement (spår 1, 3), gitarr (spår 1), basgitarr (spår 3)
- William Roberts[vem?] — munspel (spår 1), gitarr (spår 3)
- Larry Knechtel — orgel (spår 1, 3)
- Don Randi – piano (spår 1, 3)
- Carol Kaye — gitarr (spår 1, 3)
- John Guerin — trummor (spår 1, 3)

Produktion
- Tom Wilson – musikproducent
- Mack Emerman, David Greene, Ami Hadani, Adrian Kerridge, Val Valentin – ljudtekniker